# Wolfgang Prentner
Wolfgang Prentner (* 1965 in Vorarlberg) ist ein österreichischer Ziviltechniker für IT und Kammerfunktionär.
In der Kammer der ZiviltechnikerInnen für Wien, Niederösterreich und Burgenland bekleidet Wolfgang Prentner den Vorsitz der Fachgruppe Informationstechnik (IT). In der Bundeskammer für ZiviltechnikerInnen ist er stv. Vorsitzender der Bundesfachgruppe Informationstechnologie.